# Lista de municípios de Mato Grosso do Sul por PIB (2012)
Este anexo contém uma lista de Produto Interno Bruto (PIB) nominal municipal do estado de Mato Grosso do Sul. A lista é ocupada pelos maiores municípios do referido estado em relação ao produto interno bruto nominal a preços correntes e participações percentuais relativa e acumulada em 2012, segundo o Instituto Brasileiro de Geografia e Estatística (IBGE).

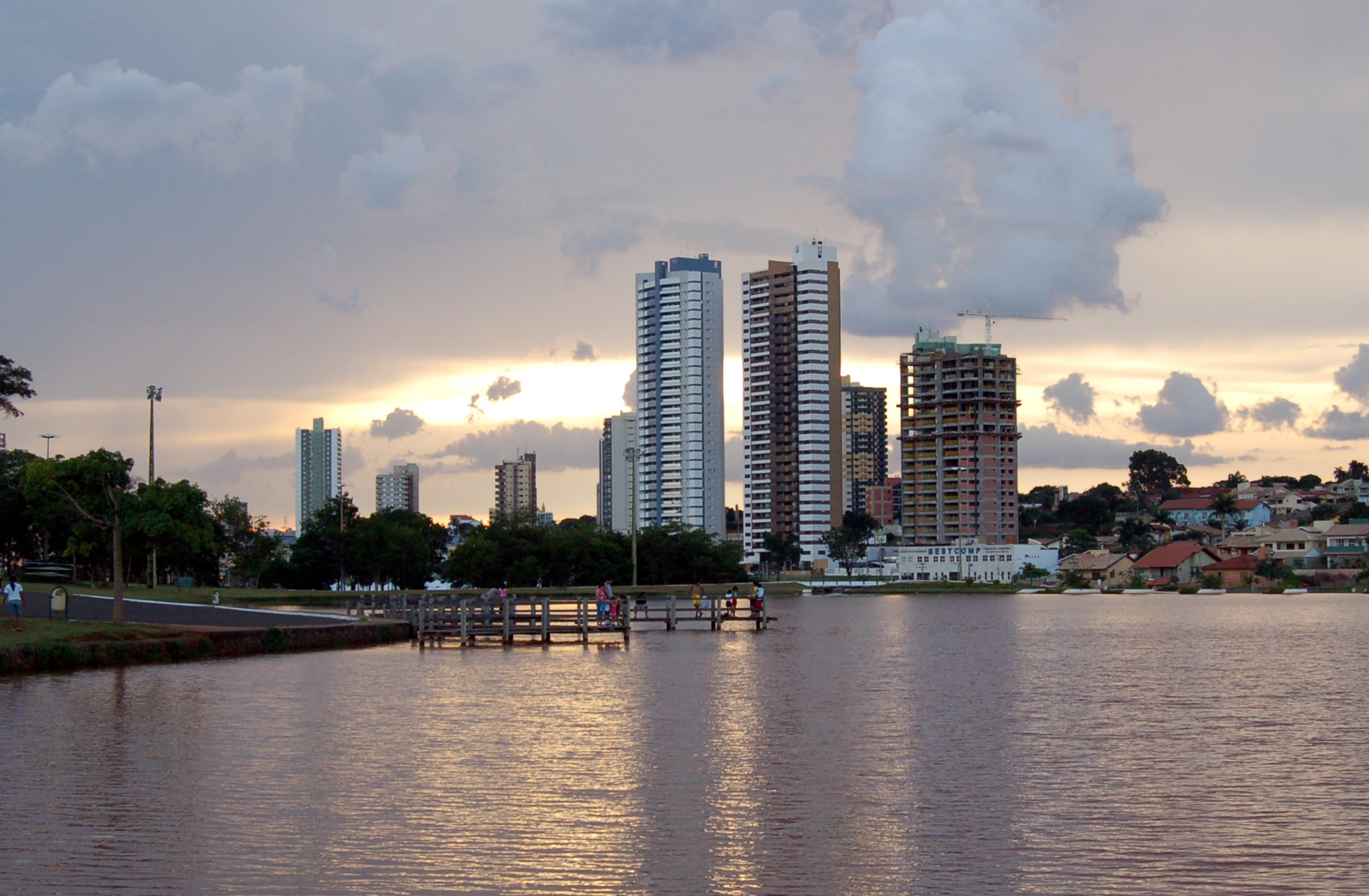
, primeira colocada

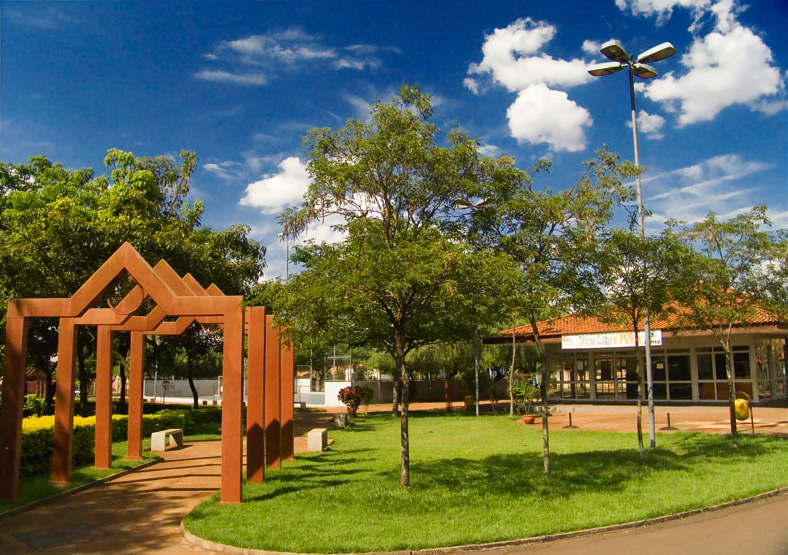
, segunda colocada

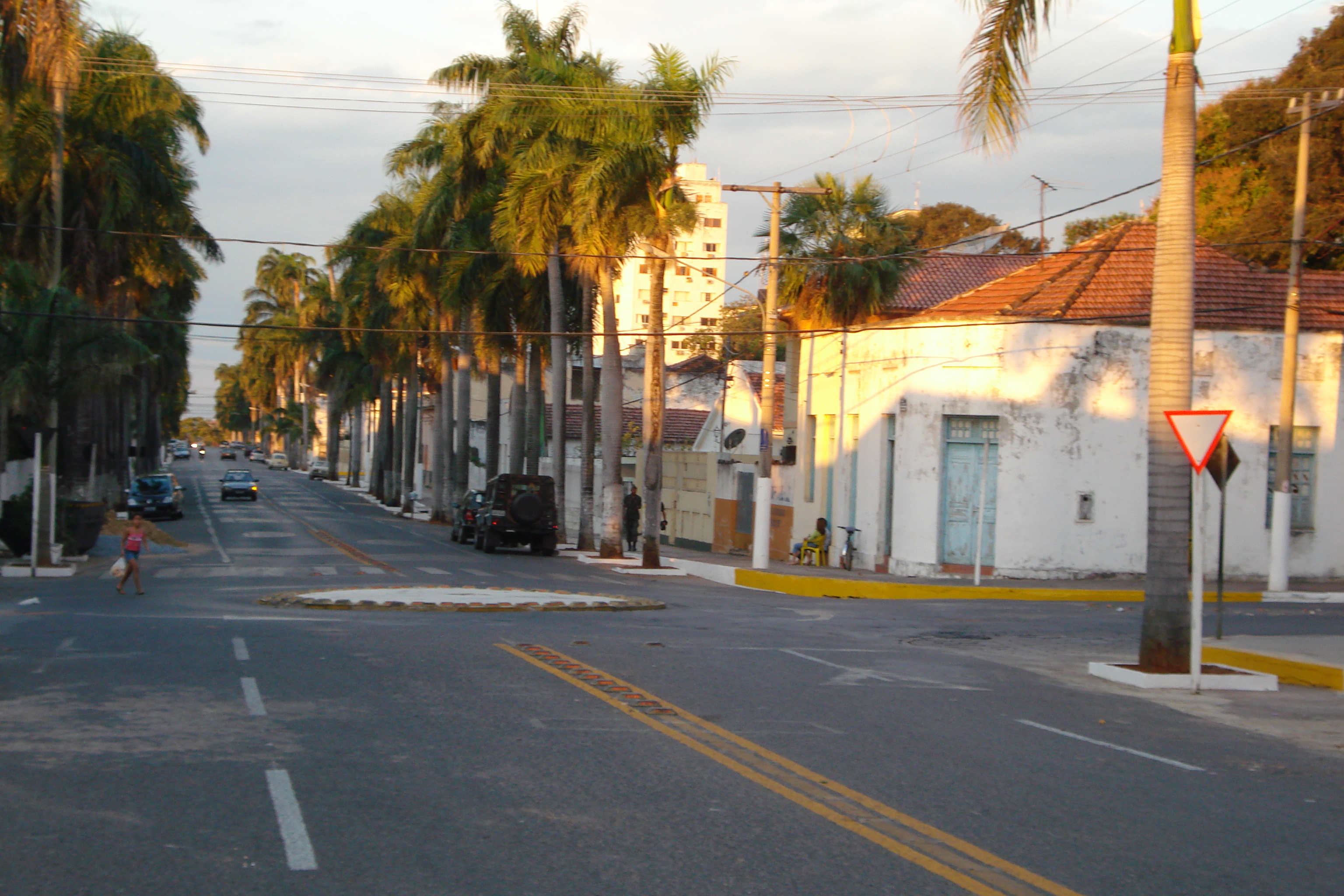
, terceira colocada

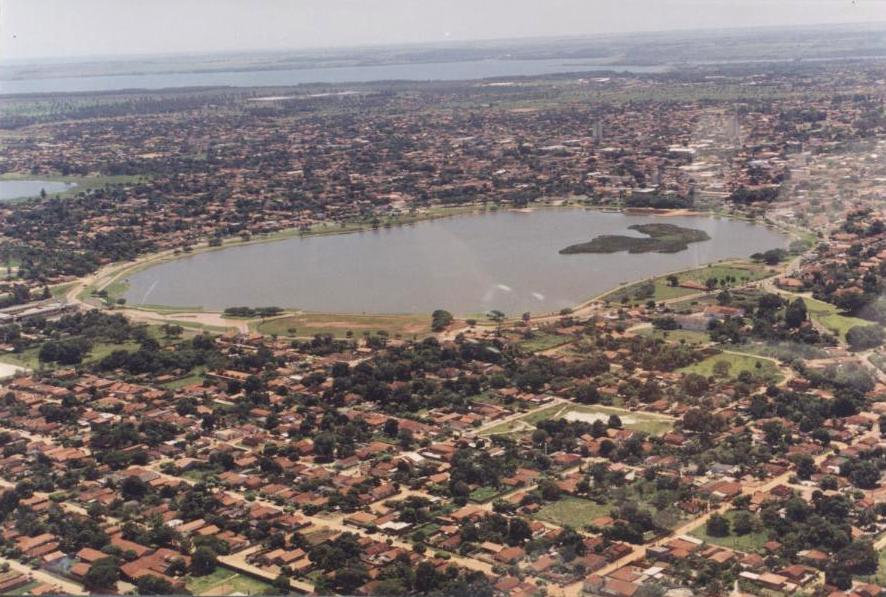
, quarta colocada

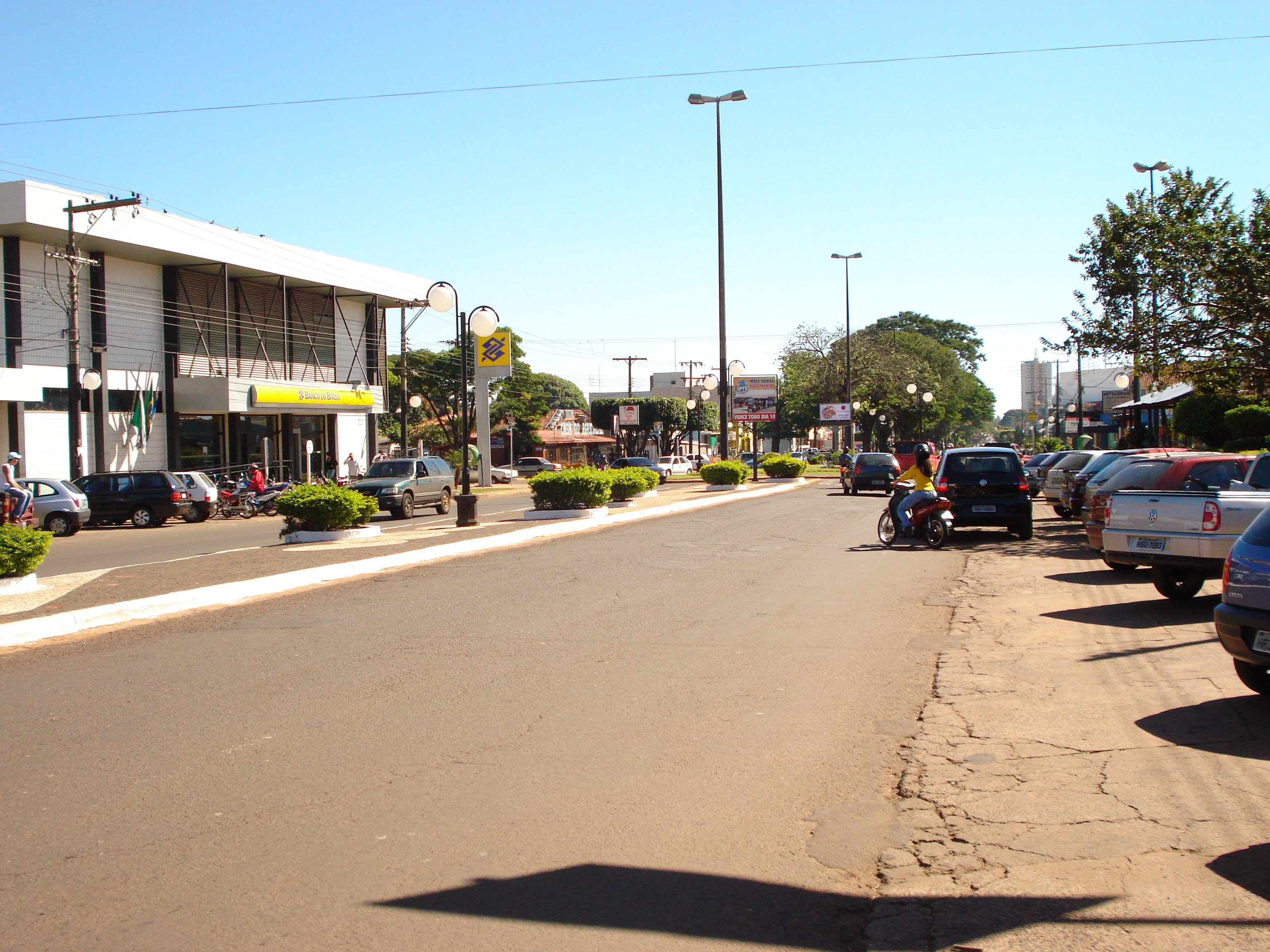
, quinta colocada

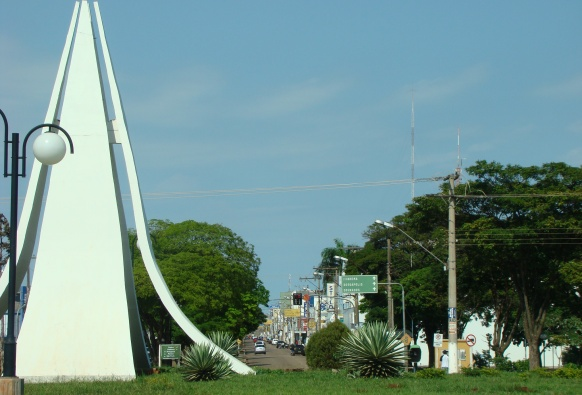
, sétima colocada

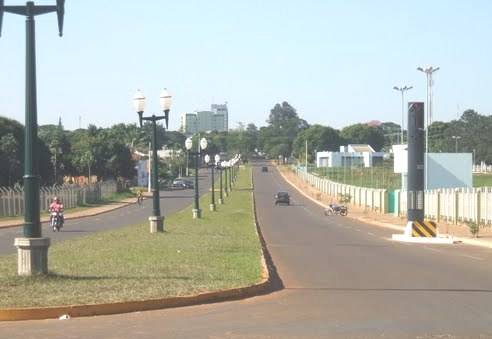
, nona colocada

| Posição | Município                | PIB (R$ 1.000) |
| ------- | ------------------------ | -------------- |
|         | Mato Grosso do Sul       | 54 471 447     |
| 1       | Campo Grande             | 16.970.656     |
| 2       | Dourados                 | 4.940.434      |
| 3       | Corumbá                  | 3.741.556      |
| 4       | Três Lagoas              | 3.385.077      |
| 5       | Ponta Porã               | 1.365.906      |
| 6       | Maracaju                 | 1.321.556      |
| 7       | Nova Andradina           | 1.103.294      |
| 8       | Rio Brilhante            | 1.067.838      |
| 9       | Naviraí                  | 1.027.496      |
| 10      | Sidrolândia              | 961.321        |
| 11      | Chapadão do Sul          | 909.853        |
| 12      | São Gabriel do Oeste     | 872.614        |
| 13      | Costa Rica               | 749.685        |
| 14      | Caarapó                  | 735.689        |
| 15      | Paranaíba                | 718.226        |
| 16      | Aparecida do Taboado     | 607.307        |
| 17      | Aquidauana               | 572.482        |
| 18      | Bataguassu               | 562.759        |
| 19      | Coxim                    | 531.500        |
| 20      | Nova Alvorada do Sul     | 518.361        |
| 21      | Ribas do Rio Pardo       | 515.395        |
| 22      | Amambai                  | 472.751        |
| 23      | Itaporã                  | 448.555        |
| 24      | Água Clara               | 422.840        |
| 25      | Cassilândia              | 392.638        |
| 26      | Ivinhema                 | 354.384        |
| 27      | Sonora                   | 341.665        |
| 28      | Itaquiraí                | 328.962        |
| 29      | Jardim                   | 309.287        |
| 30      | Bela Vista               | 300.378        |
| 31      | Bonito                   | 298.493        |
| 32      | Aral Moreira             | 291.133        |
| 33      | Miranda                  | 282.839        |
| 34      | Terenos                  | 280.688        |
| 35      | Iguatemi                 | 272.315        |
| 36      | Rio Verde de Mato Grosso | 271.316        |
| 37      | Mundo Novo               | 265.334        |
| 38      | Camapuã                  | 261.949        |
| 39      | Batayporã                | 257.119        |
| 40      | Porto Murtinho           | 252.303        |
| 41      | Fátima do Sul            | 244.437        |
| 42      | Anastácio                | 243.488        |
| 43      | Brasilândia              | 241.929        |
| 44      | Angélica                 | 225.956        |
| 45      | Nioaque                  | 221.757        |
| 46      | Laguna Carapã            | 209.246        |
| 47      | Antônio João             | 200.393        |
| 48      | Eldorado                 | 194.643        |
| 49      | Ladário                  | 172.822        |
| 50      | Bodoquena                | 166.685        |
| 51      | Inocência                | 157.823        |
| 52      | Pedro Gomes              | 151.270        |
| 53      | Bandeirantes             | 148.125        |
| 54      | Deodápolis               | 147.329        |
| 55      | Santa Rita do Pardo      | 145.777        |
| 56      | Guia Lopes da Laguna     | 137.008        |
| 57      | Dois Irmãos do Buriti    | 134.585        |
| 58      | Sete Quedas              | 131.640        |
| 59      | Tacuru                   | 129.215        |
| 60      | Glória de Dourados       | 126.230        |
| 61      | Anaurilândia             | 126.021        |
| 62      | Coronel Sapucaia         | 121.965        |
| 63      | Selvíria                 | 116.844        |
| 64      | Juti                     | 115.267        |
| 65      | Alcinópolis              | 114.733        |
| 66      | Rochedo                  | 108.584        |
| 67      | Vicentina                | 100.266        |
| 68      | Paranhos                 | 99.536         |
| 69      | Jaraguari                | 94.632         |
| 70      | Jateí                    | 94.289         |
| 71      | Caracol                  | 86.095         |
| 72      | Douradina                | 79.413         |
| 73      | Taquarussu               | 77.356         |
| 74      | Corguinho                | 75.202         |
| 75      | Novo Horizonte do Sul    | 69.822         |
| 76      | Rio Negro                | 64.821         |
| 77      | Japorã                   | 56.225         |
| 78      | Figueirão                | 56.064         |
| —       | Paraíso das Águas        | —              |

}